# Malacatán
Malacatán (del náhuatl, que quiere decir «lugar junto a los malacates») es uno de los municipios del departamento de San Marcos en la República de Guatemala, siendo el más poblado y activo económicamente.  Cuenta con varios complejos comerciales debido al movimiento económico que produce la cercanía de la frontera con México. El municipio se encuentra localizado en la confluencia de los ríos Cabuz y Petacalapa, a trece kilómetros de la frontera con México. Situada a una altitud de 400 m s. n. m., su clima se caracteriza por presentar inviernos lluviosos y veranos cálidos y secos.  Malacatán celebra su fiesta patronal del 9 al 12 diciembre, en honor a Santa Lucía. actualmente se celebra en el lugar conocido como Naranjal cantón Santa Lucia. 
Tras la Independencia de Centroamérica en 1821, Malacatán estuvo en el circuito de Huehuetenango en el distrito N.º 9 (Totonicapán) para la impartición de justicia, en el territorio del departamento Totonicapán/Huehuetenango. Luego, en 1838, fue parte del territorio del Estado de Los Altos que los criollos liberales crearon en el occidente de Guatemala, pero este fue retomado por la fuerza por el general conservador guatemalteco Rafael Carrera en 1840.
Su frontera con México fue establecida luego del Tratado Herrera-Mariscal que fue suscrito entre el gobierno de México y el del presidente guatemalteco Justo Rufino Barrios en 1882, y por el que Guatemala renunció a su reclamo del territorio de Soconusco y además cedió cerca de 10 300 km², además de catorce pueblos, diecinueve aldeas y cincuenta y cuatro rancherías, con más de quince mil guatemaltecos.
Entre sus atractivos turísticos se encuentran sus edificaciones deportivas y casas antiguas, y la parroquia en el centro. Su estatua más famosa es la del sacerdote belga Juan María Boxus, quien ha sido partícipe de la religión y actividades comunitarias del municipio. Los hechos más relevantes de su historia se produjeron en 1886 cuando el poblado se elevó a municipio y en 1952 cuando se consideró ciudad por su gran crecimiento económico.
Es uno de los municipios fronterizo con México

## Toponimia
Muchos de los nombres de los municipios y poblados de Guatemala constan de dos partes: el nombre del santo católico que se venera el día en que fueron fundados y una descripción con raíz náhuatl; esto se debe a que las tropas que invadieron la región en la década de 1520 al mando de Pedro de Alvarado estaban compuestas por soldados españoles y por indígenas tlaxcaltecas y cholultecas. Así pues, tras la conquista española el poblado pasó a llamarse «Santa Ana de Malacatán», en donde el topónimo «Malacatán» proviene de los vocablos náhuatl «malacate» (español: «Hueso para hilar») y «tlan» (español: «lugar»), que quieren decir «Lugar junto a los huesos de hilar».

## Demografía
Tiene una población aproximada 105 476 habitantes según el censo de 2018. En el área urbana se encuentra el 9 % de los habitantes y en el área rural se encuentra el 91 %. La mayoría de los habitantes pertenecen o son descendientes mestizos en un 95 %  y de la etnia mam con un 5 %  indígenas tanto en el área urbana como en el área rural. El municipio tiene un densidad de 536 habitantes por kilómetro cuadrado aproximadamente. Se espera que para finales del 2021 la población haya aumentado a 109 318 habitantes.

## Geografía física
El municipio de Malacatán tiene una extensión territorial de 204 km² convirtiéndolo en uno de los municipios más grandes del departamento de San Marcos. En el municipio de Malacatán se encuentra la frontera «El Carmen» con México.

### Clima
De acuerdo con la clasificación climática de Köppen, en Malacatán se caracteriza con el Clima Tropical Subecuatorial (Am), con inviernos fuertemente lluviosos (siendo los meses de mayo a octubre) y el resto de año con días soleados, aunque las lluvias pueden darse en cualquier momento del año dependiendo de la carga y acumulación de la humedad en combinación con las altas temperaturas durante el día.
La temperatura media oscila en los 29 y 34 grados, siendo el mes de marzo el más caluroso con temperaturas de hasta 39 grados y diciembre el más fresco con una temperatura mínima de 19 grados. Es uno de los municipios del país en que se registran anualmente las precipitaciones más altas (promedio de 3800 a 4000 mm). Últimamente ha sufrido una ola de calor por lo que los alumnos de la Gran Normal sembraron mil árboles.
| Parámetros climáticos promedio de Malacatán | Parámetros climáticos promedio de Malacatán | Parámetros climáticos promedio de Malacatán | Parámetros climáticos promedio de Malacatán | Parámetros climáticos promedio de Malacatán | Parámetros climáticos promedio de Malacatán | Parámetros climáticos promedio de Malacatán | Parámetros climáticos promedio de Malacatán | Parámetros climáticos promedio de Malacatán | Parámetros climáticos promedio de Malacatán | Parámetros climáticos promedio de Malacatán | Parámetros climáticos promedio de Malacatán | Parámetros climáticos promedio de Malacatán | Parámetros climáticos promedio de Malacatán |
| Mes                                         | Ene.                                        | Feb.                                        | Mar.                                        | Abr.                                        | May.                                        | Jun.                                        | Jul.                                        | Ago.                                        | Sep.                                        | Oct.                                        | Nov.                                        | Dic.                                        | Anual                                       |
| ------------------------------------------- | ------------------------------------------- | ------------------------------------------- | ------------------------------------------- | ------------------------------------------- | ------------------------------------------- | ------------------------------------------- | ------------------------------------------- | ------------------------------------------- | ------------------------------------------- | ------------------------------------------- | ------------------------------------------- | ------------------------------------------- | ------------------------------------------- |
| Temp. máx. media (°C)                       | 29.6                                        | 30.5                                        | 30.7                                        | 30.5                                        | 28.9                                        | 28.1                                        | 28.6                                        | 28.5                                        | 27.7                                        | 27.5                                        | 28.2                                        | 28.8                                        | 29                                          |
| Temp. media (°C)                            | 27.7                                        | 26.1                                        | 27.0                                        | 27.2                                        | 26.9                                        | 26.0                                        | 26.2                                        | 26.3                                        | 26.1                                        | 25.0                                        | 25.9                                        | 25.7                                        | 26.3                                        |
| Temp. mín. media (°C)                       | 22.1                                        | 23.4                                        | 23.4                                        | 23.4                                        | 23.5                                        | 24.0                                        | 24.9                                        | 22.1                                        | 22.2                                        | 21.0                                        | 20.3                                        | 19.6                                        | 22.5                                        |
| Precipitación total (mm)                    | 29                                          | 36                                          | 77                                          | 222                                         | 460                                         | 644                                         | 484                                         | 591                                         | 698                                         | 563                                         | 201                                         | 57                                          | 4062                                        |
| Fuente: Climate-Data.org                    |                                             |                                             |                                             |                                             |                                             |                                             |                                             |                                             |                                             |                                             |                                             |                                             |                                             |

### Ubicación geográfica
Está rodeado por municipios del departamento de San Marcos, exceptuando al oeste y al norte, donde limita con el estado mexicano de Chiapas.
- Norte:Tajumulco, municipio del departamento de San Marcos, y Chiapas, Estado de  México
- Oeste:Chiapas, Estado de  México
- Sur: Ayutla Tecún Umán, municipio del departamento de San Marcos
- Este: San Pablo y Catarina, municipios del departamento de San Marcos
- Noreste: San Pablo, municipio del departamento de San Marcos[14]

|                | Norte: Tajumulco Chiapas | Nordeste: San Pablo      |
| Oeste: Chiapas |                          | Este: San Pablo Catarina |
|                | Sur: Ayutla Tecún Umán   |                          |

## Gobierno municipal
Los municipios se encuentran regulados en diversas leyes de la República, que establecen su forma de organización, lo relativo a la conformación de sus órganos administrativos y los tributos destinados para los mismos.  Aunque se trata de entidades autónomas, se encuentran sujetos a la legislación nacional y las principales leyes que los rigen desde 1985 son:
| N.º | Ley                                                | Descripción |
| --- | -------------------------------------------------- | --- |
| 1   | Constitución Política de la República de Guatemala | Tiene una regulación legal específica para los municipios en los artículos 253 al 262. |
| 2   | Ley Electoral y de Partidos Políticos              | Ley de carácter constitucional aplicable a los municipios en el tema de la conformación de sus autoridades electas. |
| 3   | Código Municipal                                   | Decreto 12-2002 del Congreso de la República de Guatemala. Tiene la categoría de ley ordinaria y contiene preceptos generales aplicables a todos los municipios, e inclusive contiene legislación referente a la creación de los municipios.             |
| 4   | Ley de Servicio Municipal                          | Decreto 1-87 del Congreso de la República de Guatemala. Regula las relaciones entra la municipalidad y los servidores públicos en materia laboral. Tiene su base constitucional en el artículo 262 de la constitución que ordena la emisión de la misma. |
| 5   | Ley General de Descentralización                   | Decreto 14-2002 del Congreso de la República de Guatemala. Regula el deber constitucional del Estado, y por ende del municipio, de promover y aplicar la descentralización y desconcentración económica y administrativa.                                |

El gobierno de los municipios está a cargo de un Concejo Municipal mientras que el código municipal —ley ordinaria que contiene disposiciones que se aplican a todos los municipios— establece que «el concejo municipal es el órgano colegiado superior de deliberación y de decisión de los asuntos municipales […] y tiene su sede en la circunscripción de la cabecera municipal»; el artículo 33 del mencionado código establece que «[le] corresponde con exclusividad al concejo municipal el ejercicio del gobierno del municipio».
El concejo municipal se integra con el alcalde, los síndicos y concejales, electos directamente por sufragio universal y secreto para un período de cuatro años, pudiendo ser reelectos.
Existen también las Alcaldías Auxiliares, los Comités Comunitarios de Desarrollo (COCODE), el Comité Municipal del Desarrollo (COMUDE), las asociaciones culturales y las comisiones de trabajo. Los alcaldes auxiliares son elegidos por las comunidades de acuerdo a sus principios y tradiciones, y se reúnen con el alcalde municipal el primer domingo de cada mes, mientras que los Comités Comunitarios de Desarrollo y el Comité Municipal de Desarrollo organizan y facilitan la participación de las comunidades priorizando necesidades y problemas.
Los alcaldes que ha habido en el municipio son:
| Año       | Nombre             | Obras |
| --------- | ------------------ | --- |
| 2012-2016 | Juan Raúl Fuentes. | El 30 de enero de 2017 Fuentes fue asesinado por sicarios que le dispararon en el centro de Malacatán mientras viajaba en un mototaxi. Fuentes también era directiro del club Deportivo Malacateco. |
| 2016-2020 | Hipólito Hernández | |

## Historia

### Tras la Independencia de Centroamérica
El Estado de Guatemala fue definido de la siguiente forma por la Asamblea Constituyente de dicho estado que emitió la constitución del mismo el 11 de octubre de 1825: «el estado conservará la denominación de Estado de Guatemala y lo forman los pueblos de Guatemala, reunidos en un solo cuerpo.  El estado de Guatemala es soberano, independiente y libre en su gobierno y administración interior».
Malacatán fue uno de los municipios originales del Estado de Guatemala en 1825; era parte del departamento de Totonicapán/Huehuetenango, cuya cabecera era Totonicapam e incluía a Momostenango, Nebaj, Huehuetenango, Malacatán, Soloma, Jacaltenango, y Cuilco.
Tras la Independencia de Centroamérica, la constitución política del Estado de Guatemala decretada el 11 de octubre de 1825 también dividió al Estado en once distritos para la impartición de justicia; de esta cuenta, Malacatán estuvo en el circuito de Huehuetenango en el distrito N.º9 (Totonicapán) junto con Huehuetenango, Chiantla, Aguacatán, Chalchitán, la Cordillera, Moscoso, Todos Santos, San Martín, el Trapichillo, Guaylá, Nectá y Usumacinta, San Ildefonso Ixtahuacán, Ichil, Santa Bárbara, Colotenango, San Ramón, San Lorenzo, Santa Isabel, San Sebastián, San Juan Atitán y Santiago Chimaltenango.

### El efímero Estado de Los Altos

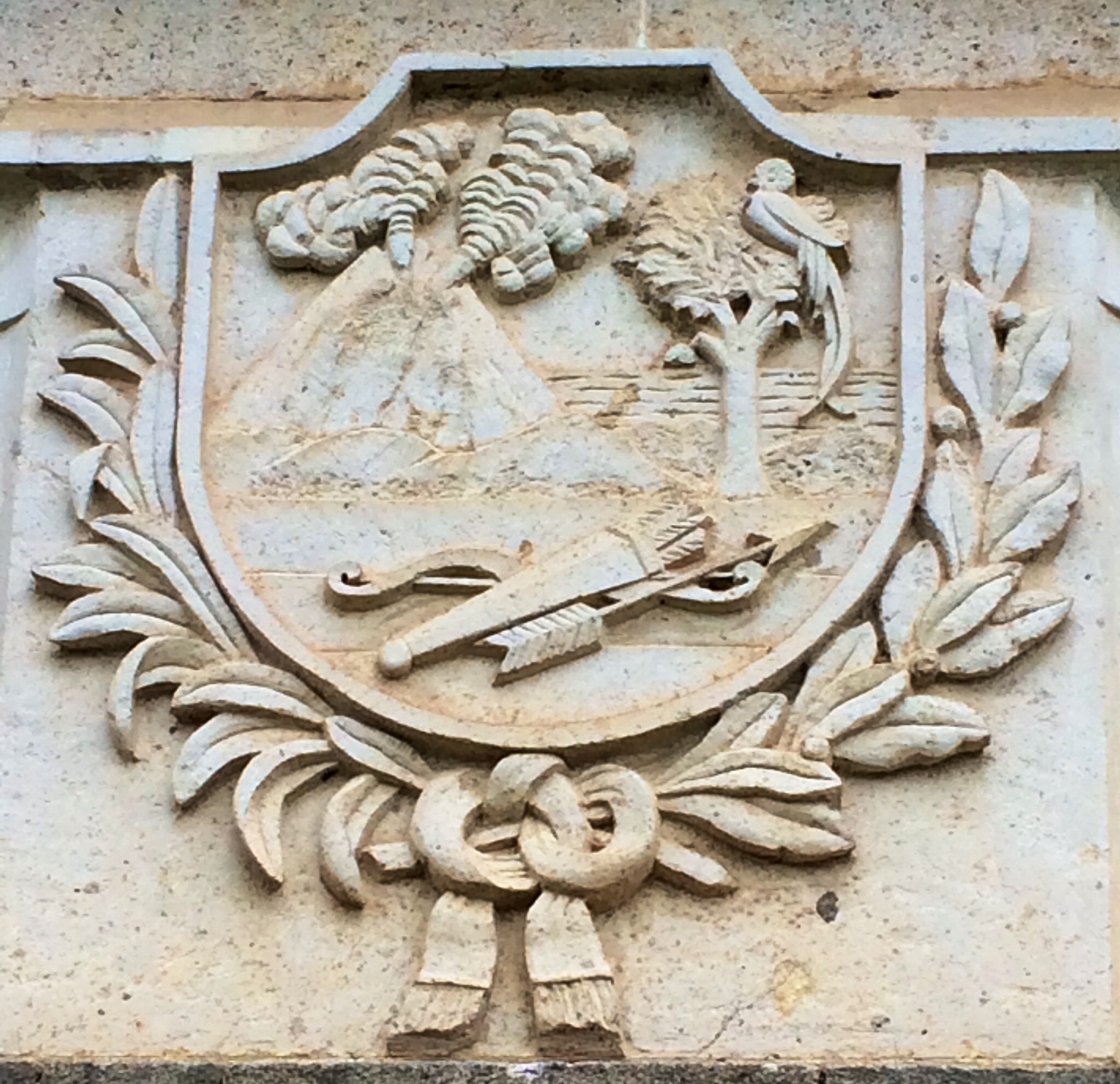
Escudo del Estado de los Altos

A partir del 3 de abril de 1838 Malacatán fue parte de la región que formó el efímero Estado de Los Altos y que forzó a que el Estado de Guatemala se reorganizara en siete departamentos y dos distritos independientes el 12 de septiembre de 1839:
- Departamentos: Chimaltenango, Chiquimula, Escuintla, Guatemala, Mita, Sacatepéquez, y Verapaz
- Distritos: Izabal y Petén[19]

La región occidental de la actual Guatemala había mostrado intenciones de obtener mayor autonomía con respecto a las autoridades de la ciudad de Guatemala desde la época colonial, pues los criollos de la localidad consideraban que los criollos capitalinos que tenían el monopolio comercial con España no les daban un trato justo.  Pero este intento de secesión fue aplastado por el general Rafael Carrera, quien reintegró al Estado de Los Altos al Estado de Guatemala en 1840.

### Comisión de Límites con México

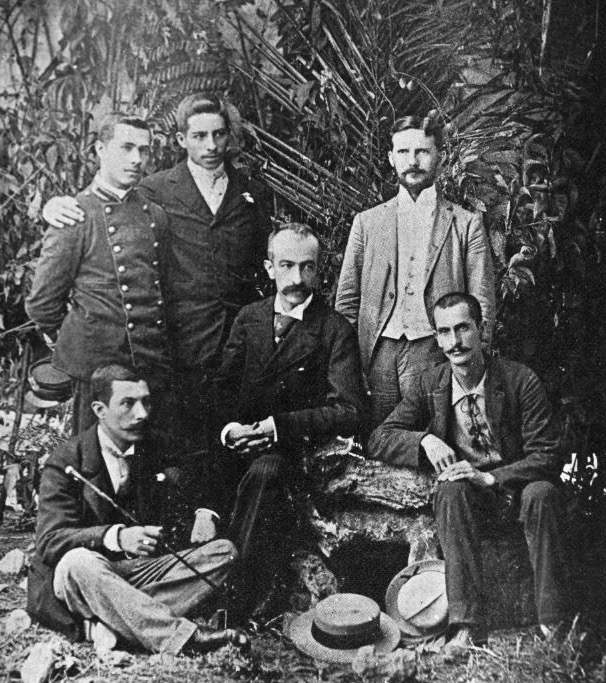
Comisión de ingenieros de Guatemala en el proyecto de la delimitación de límites con México.

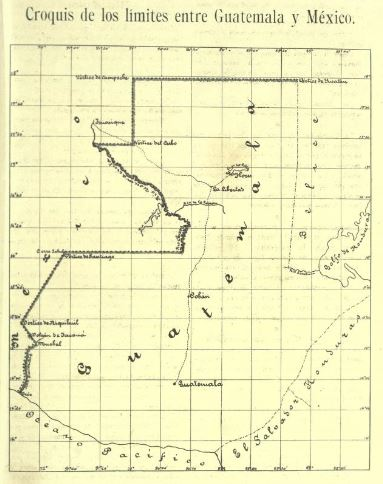
Croquis de los límites de Guatemala y México luego de que la comisión de límites concluyera los trabajos topográficos en 1896.

En virtud del convenio celebrado en la capital de México el 7 de diciembre de 1877 por los representantes de ambos países, fueron nombradas dos comisiones de ingenieros, una por cada nación para que reconocieran la frontera y levantaran un plano que sirviera para las negociaciones entre los dos países; aunque sólo se hizo un mapa de la frontera comprendida entre las faldas del volcán Tacaná y el océano Pacífico, se celebró la reunión del presidente Justo Rufino Barrios y Matías Romero, representante mexicano, en Nueva York el 12 de agosto de 1882, en la que se sentaron las bases para un convenio sobre límites, en las cuales hizo constar que Guatemala prescindía de los derechos que le asistieran sobre Chiapas y Soconusco y se fijaron los límites definitivos.  En noviembre de 1883, se dio principio al trazado de la frontera y al levantamiento del plano topográfico de sus inmediaciones, siendo jefe de la comisión guatemalteca el astrónomo Miles Rock, y sus colaboradores Edwin Rockstroh, Felipe Rodríguez, Manuel Barrera y Claudio Urrutia. En el primer año de trabajo se llegó únicamente al cerro Ixbul, y en el siguiente se buscó llegar al Río Usumacinta o al Río Chixoy, pero fue en extremo difícil debido a que no había caminos en el área.  
En su informe al Gobierno de la República de Guatemala en 1900, el ingeniero Claudio Urrutia indicó que: «[...] el tratado fue fatal para Guatemala. En todo con lo que la cuestión de límites se relacionó durante aquella época, existe algo oculto que nadie ha podido descubrir, y que obligó a las personas que tomaron parte en ello por Guatemala a proceder festinadamente o como si obligados por una presión poderosa, trataron los asuntos con ideas ajenas o de una manera inconsciente». Y luego continúa: «Guatemala perdió por una parte cerca de 15.000 km y ganó por otra, cosa de 5,140 km. Resultado: Una pérdida de 10,300 km. Guatemala perdió catorce pueblos, diecinueve aldeas y cincuenta y cuatro rancherías, con más de 15,000 guatemaltecos, mientras que México perdió un pueblo y veintiocho rancherías con 2500 habitantes: júzguese la equidad en las compensaciones».
Todos los ejemplares de la Memoria sobre la Cuestión de Límites fueron recogidos por órdenes del presidente Manuel Estrada Cabrera poco después de haberse repartido; y de acuerdo a la historiadora Solís Castañeda, lo mismo ocurrió con la segunda edición —1964— y con el libro Grandezas y Miserias de la Vida Diplomática, los cuales fueron decomisado en 1968 por instrucciones del Ministerio de Relaciones Exteriores del gobierno del licenciado Julio César Méndez Montenegro.

### Demarcación política de 1902
En 1902, el gobierno del licenciado Manuel Estrada Cabrera publicó la Demarcación Política de la República, y en ella se describe a Malacatán de la siguiente forma: «su cabecera es el pueblo del mismo nombre, a 44 km distante de San Marcos, ocupa un área de doscientas cuatro caballerías próximamente. Su clima es templado en una partes, caliente en otras y en algunas es también enfermizo.  Sus principales cultivos son: maíz, frijol, bananas y arroz. Sus habitantes son todos agricultores».
Malacatán de Ayer
Equipo Marte
Año 1930, Equipo de Fútbol Marte, Campeón departamental de San Marcos, equipo de oro de Malacatán en la historia,
Parados de Izquierda a derecha Ovidio Hermosilla(EPD), Menfil Singer (EPD), Pedro Munguía (EPD), Mujer no Identificada, Enrique Velasco(EPD), José Manuel Rodríguez (EPD), Humberto Bermúdez, Mujer no identificada, Lizardo Fuentes Yescas (EPD), Edmundo Gálvez(EPD); Sentados: dos no identificados, José María Munguía (EPD), tres mujeres no identificadas, Esteban Cottón (EPD), 

### SigloXXI
Juan Alberto Ortiz López, alias «Chamalé» o el «Hermano Juanito», era un conocido finquero de San Marcos que habría fungido como el vínculo directo con Joaquín Archivaldo Guzmán Loera y el Cartel de Sinaloa en Guatemala.
En diciembre de 2010 el diario guatemalteco elPeriódico publicó una investigación basada en información que le proporcionó la Secretaría de Inteligencia Estratégica del Estado (SIE), en la cual explicaba que Ortiz y Guzmán operaban juntos y controlaban el departamento de San Marcos y los municipios fronterizos, desde donde cargamentos de droga habrían salido de Guatemala Año 1930, Equipo de Fútbol Marte, Campeón departamental de San Marcos, equipo de oro de Malacatán en la historia.
Parados de Izquierda a derecha Ovidio Hermosilla (EPD), Menfil Singer (EPD), Pedro Munguía (EPD), Mujer no Identificada, Enrique Velasco(EPD), José Manuel Rodríguez (EPD), Humberto Bermúdez, Mujer no identificada, Lizardo Fuentes Yescas (EPD), Edmundo Gálvez(EPD); Sentados: dos no identificados, José María Munguía (EPD), tres mujeres no identificadas, Esteban Cottón (EPD), 
gráfica aporte a la página del distinguido señor Walter Figueroa para ser transportada a México y después a Estados Unidos.
Mauro Salomón Ramírez Barrios, quien guarda prisión desde el 1 de octubre de 2010, supuestamente estaba bajo el mando de Ortiz, pero trató de apoderarse de su territorio, lo que provocó una fuerte enemistad entre ambos capos; de hecho, una intercepción telefónica determinó que Ortiz buscaba matar a Salomón mientras estaba en prisión y este, al escucharla, dio pormenores de la vida amorosa de «Chamalé», lo que permitió ubicar a sus convivientes.
En los últimos meses antes de su captura en Guatemala, Ortiz ya no utilizaba los treinta guardaespaldas que lo acompañaban regularmente, reduciendo su protección a solamente tres o cuatro hombres. Asimismo, adquirió propiedades en Guatemala y México, incluyendo fincas ganaderas y dedicadas a la palma africana. Una de sus últimas apariciones públicas fue en abril de 2009 durante la feria de San Marcos, en donde participó en un desfile hípico con algunos ejemplares.
Ortiz López también fue propietario de una empresa de cable en Malacatán, pastor de su iglesia evangélica en una de sus fincas del mismo municipio, y tenía registradas más de diez viviendas a su nombre entre Coatepeque Quetzaltenango (departamento) y Ayutla Tecún Umán y Malacatán.
El 8 de julio de 2015, la jueza Virginia Hernández, de la Corte del Distrito Medio de Florida, Estados Unidos, condenó a «Chamalé» a doscientos sesenta y dos meses de prisión y sesenta más de libertad condicional por considerársele culpable de vender, distribuir o almacenar drogas. Según el pliego de acuerdos entre el Gobierno de Estados Unidos y Chamalé, este último aceptó que traficó con drogas al menos desde cerca de 1998 hasta 2011 cuando fue detenido.

## Economía
La principal y más importante fuente económica que tiene el municipio de Malacatán es la agricultura. Existen muchas siembras y cosechas de semillas, frutas y verduras. Los cultivos más cosechados son:
café, maíz, arroz, frijol, caña de azúcar, yuca, camote, malanga, ñame, banano, naranja, limón, lima, piña, tamarindo, marañon, zapote, papaya, aguacate y coco.

## Deportes
El municipio cuenta con un equipo de fútbol profesional llamado Deportivo Malacateco que actualmente juega en la Liga Nacional de Guatemala. El cual usa un estadio de capacidad media de 10 mil aficionados, el estadio se llama Santa Lucía, nombre de la patrona católica del municipio. En 2015 se empezó los trabajos de alumbrado del estadio, ya concluidos, y el estadio con gramilla artificial de caucho. El estadio cuenta con tres áreas, la de palco, preferencia y general, el boleto de admisión para los juegos tiene un valor de 50 quetzales.

### Deportivo Malacateco
El 8 de septiembre de 1962, se creó el equipo de fútbol Deportivo Malacateco, el cual surgió de la fusión de tres equipos locales —«Morazán», «Interrogación» y «Juvenil»— que mantenían una constante actividad deportiva en los años 57 y 62 y jugaban en el campo de la finca Belén.  En 1964 el equipo ascendió a la Liga Mayor B del fútbol nacional, previos cotejos donde tuvo de rivales a los equipos de Huehuetenango, Sacachispas, Retalhuleu, Caminos de Jutiapa y Palo Gordo, que fue el grupo que se enfrentó a la oncena rojialba del conjunto. 
El Deportivo Malacateco ha tenido una importante trayectoria deportiva tanto en las canchas locales como en las ajenas, en sus filas siempre figuraron extraordinarios elementos, que con verdadero coraje al equipo le dieron triunfos en el estadio Santa Lucía. Durante más de 12 años el equipo permaneció en la liga mayor B hasta que en junio de 1978. En Liga C o Tercera de Ascenso disputó contra Deportivo Petapa, en el Estadio Doroteo Guamuch Flores, una final por el ascenso, que perdió 1-0. En 1987 compitió en una cuadrangular contra Quiché FC, otro ascenso y perdió de nuevo otra oportunidad. En 2003-2004 ascendió a la Primera División disputando un repechaje contra Santa Lucía Cotzumalguapa, ganando la serie 5-4. Estuvo no menos de 25 años en la Liga C (después llamada Segunda División). Obtuvo su anhelado ascenso a Liga Nacional siendo campeón en el Torneo Apertura 2006 ganando la serie contra Cobán Imperial (juego de ida perdió 2-1 y ganó en casa 1-0, siendo el gol de visita el que le dio el título) Para ganar el boleto a la Liga Mayor obtuvo el campeonato Clausura 2007 en Primera División contra Juventud Retalteca (2-0 juego de ida; 3-0 juego de vuelta). Fue el primer bicampeón de la Primera División y automáticamente logró el pase. Fueron 45 años de luchar por llegar a la máxima división del futbol guatemalteco, desde su fundación. Solo duró un año en esa categoría y descendió en el Clausura 2008 y dos años después (Fue campeón del Torneo Apertura 2009, mientras que los petapeños lograron ser campeones del Torneo Clausura 2010) volvió a ganar el derecho al derrotar en un juego final a Deportivo Petapa 1-0, el 5 de junio de 2010, y permanecer hasta el día de hoy en la Liga de los Consagrados. como futbolistas de Antaño

## Relaciones Internacionales

### Hermanamientos
La ciudad de Malacatan está hermanada con 0002 ciudades alrededor del mundo
- Chiapas Angel Albino Corzo (2016)[27][28]
- Chiapas Tapachula[29][30]